# خليل قاسم
خليل قاسم ,هو رئيس بلدية مدينة الطيرة سابقاً ,(1998-2008) ,تولى رئاسة بلدية الطيرة لفترتين، الأولى بعد السيد ثائر عبد الحي سنة 1998 ,والثانية سنة 2003 وقد تغلب فيها على المرشحين مأمون طارق عبد الحي ,الذي يشغل منصب رئيس بلدية الطيرة الآن، والمرشح اياد منصور.
عُرف بعلاقته الوطيدة مع شمعون بيرس ,الرئيس السابق لدولة إسرائيل ,ورئيس الوزراء السابق رابين ,وقد كان من الوفد الذي زار الملك حسين ,ملك الأردن حينها.
في عام 2008 رشح خليل قاسم نفسه لرئاسة بلدية الطيرة لدورة ثالثة لكن الحظ لم يحالفه، وقد نجح حينها المرشح مامون عبد الحي في الانتخابات التي تنافس فيها خليل قاسم، مأمون عبد الحي ومحمد منصور.
وفي عام 2008 أيضاً تنافس خليل قلسم في الانتخابات التمهيدية لحزب كاديما برئاسة تسيبي ليفني وترشح للكنيست في المكان ال50 في قائمة الحزب.
يُعد خليل قاسم أحد أعضاء الحزب البارزين من الوسط الغير يهودي هو و عضو الكنيست السابق اكرم حسون وعضو الكنيست السابق أحمد ذباح.
تغييب خليل قاسم عن الانتخابات للمجالس المحلية سنة 2013 ولم يترشح للرئاسة مره أخرى، حيث دارت المنافسة بين مأمون عبد الحي، محمد منصور، عبد السلام قشوع. وقاد فاز فيها مامون عبد الحي بولاية ثانية بفرقية حوالي 1600 صوت امام منافسه الاقوى حينها، محمد منصور.
في 26/01/2015 دخل خليل قاسم السجن لقضاء محكومية 3 سنوات ونصف بتهم الفساد والرشوة وخيانة الامانة واعمال مشينة بحق امرأه.